# Koryciny (Tatry)
Koryciny (słow. Korytiny) – boczne, orograficznie lewe odgałęzienie Doliny Łatanej w słowackich Tatrach Zachodnich. Znajduje się pomiędzy grzbietami Skrajnego Szyndlowca oddzielającego Dolinę Rohacką od Doliny Łatanej i Zadniego Szyndlowca – bocznego odgałęzienia północno-zachodniej grani Rakonia.
Koryciny to wąska kotlina, opadająca z wysokości ok. 1500 m n.p.m. na poziom ok. 1115 m. Jest całkowicie zalesiona świerkowym lasem. Spływa nią spod Przedniego Zabratu potok uchodzący do Łatanego Potoku nieco powyżej wylotu Doliny Olowej.